# Pentace curtisii
Pentace curtisii är en malvaväxtart som beskrevs av George King. Pentace curtisii ingår i släktet Pentace och familjen malvaväxter. Inga underarter finns listade i Catalogue of Life.